# Ejlby Sogn
Ejlby Sogn er et sogn i Bogense Provsti (Fyens Stift).
I 1800-tallet var Melby Sogn anneks til Ejlby Sogn. Begge sogne hørte til Skovby Herred i Odense Amt. Ejlby-Melby sognekommune blev ved kommunalreformen i 1970 indlemmet i Søndersø Kommune, der ved strukturreformen i 2007 indgik i Nordfyns Kommune.
I Ejlby Sogn ligger Ejlby Kirke.
I sognet findes følgende autoriserede stednavne:
- Ejlby (bebyggelse, ejerlav)
- Ejlby Lunde (bebyggelse, ejerlav)
- Flodmålene (bebyggelse)
- Kile (bebyggelse, ejerlav)
- Kile Mosehuse (bebyggelse)
- Tokkelundshuse (bebyggelse)